# Zgornje Slemene
Zgornje Slemene este o localitate din comuna Šentjur, Slovenia, cu o populație de 16 locuitori.